# Wapen van de Kaaimaneilanden

Wapen van de Kaaimaneilanden

Het wapen van de Kaaimaneilanden is in 1957 voorgesteld door de wetgevende macht van de Kaaimaneilanden en werd op 14 mei 1958 door koningin Elizabeth II van het Verenigd Koninkrijk verleend.

## Beschrijving
Het schild bestaat uit zes golven, drie witte en drie blauwe. Deze staan voor de zee. Daarop staan drie groene sterren met daar omheen een gouden rand. De sterren stellen de drie eilanden van het land voor. Bovenaan het schild is er een leeuw afgebeeld, die voor de band met het Verenigd Koninkrijk staat. Boven op het schild staan een soepschildpad en een ananas, die symbool staan voor de flora en fauna van de eilanden. Onderaan staat het officiële motto: HE HATH FOUNDED IT UPON THE SEAS.
Antigua en Barbuda · Aruba · Bahama's · Barbados · Belize · Canada · Costa Rica · Cuba · Curaçao · Dominica · Dominicaanse Republiek · El Salvador · Grenada · Guatemala · Haïti · Honduras · Jamaica · Mexico · Nicaragua · Panama · Saint Kitts en Nevis · Saint Lucia · Saint Vincent en de Grenadines · Sint Maarten · Trinidad en Tobago · Verenigde Staten
Afhankelijke gebieden

Amerikaanse Maagdeneilanden · Anguilla · Bermuda · Britse Maagdeneilanden · Groenland · Guadeloupe · Kaaimaneilanden · Martinique · Montserrat · Navassa · Puerto Rico · Saint-Pierre en Miquelon · Turks- en Caicoseilanden